# Ріхард Йон
Ріхард Йон (нім. Richard John; 21 червня 1896, Вільгельмсгафен — 19 лютого 1965, Гарміш-Партенкірхен) — німецький воєначальник і штабний офіцер, дипломований інженер, генерал-лейтенант вермахту. Кавалер Лицарського хреста Залізного хреста.

## Біографія
17 серпня 1914 року вступив в Баварську армію. Учасник Першої світової війни. Після демобілізації армії залишений в рейхсвері. З 6 жовтня 1936 року — 1-й офіцер Генштабу 2-го випробувального відділу Управління озброєнь сухопутних військ. З 1 січня 1940 року — командир 2-го батальйону 203-го піхотного полку. 9 квітня переведений в 36-й піхотний полк, а 6 травня призначений його командиром. 20 серпня 1940 року відправлений в резерв ОКГ і призначений головним консультантом ОКВ в Імперському міністерстві економіки. З 5 вересня 1942 року — знову командир 36-го піхотного полку. 25 квітня 1943 року знову відправлений в резерв ОКГ. 15 червня направлений на курси командира дивізії. 10 липня 1943 року відправлений в резерв групи армій «Центр». З 20 липня — командир 292-ї піхотної дивізії. З 1 липня 1944 року — начальник головного відділу балістики і боєприпасів, з 1 листопада — офісної групи розробок і випробувань Управління озброєнь ОКГ. 9 травня 1945 року взяти й полон союзниками. 6 червня 1947 року звільнений.

## Звання
- Заступник офіцера (21 березня 1915)
- Лейтенант (7 травня 1915)
- Оберлейтенант (31 липня 1925)
- Ротмістр (1 січня 1931)
- Майор (1 грудня 1935)
- Оберстлейтенант (1 жовтня 1938)
- Оберст (1 жовтня 1940)
- Генерал-майор (8 листопада 1943)
- Генерал-лейтенант (1 квітня 1944)

## Нагороди
- Залізний хрест 2-го і 1-го класу
- Орден «За заслуги» (Баварія) 4-го класу з мечами і короною
- Нагрудний знак «За поранення» в чорному
- Почесний хрест ветерана війни з мечами
- Медаль «За вислугу років у Вермахті» 4-го, 3-го, 2-го і 1-го класу (25 років)
- Застібка до Залізного хреста 2-го і 1-го класу
- Орден Михая Хороброго 3-го класу (Румунське королівство)
- Німецький хрест в золоті (26 травня 1943)
- Відзначений у Вермахтберіхт
  - «Померансько-мекленбурзька 292-та піхотна дивізія під керівництвом генерал-майора Йона і сілезька 5-та танкова дивізія під керівництвом генерал-майора Декера зіграли важливу роль в успішній обороні на середній ділянці фронту протягом останніх кількох тижнів.» (11 грудня 1943)
- Лицарський хрест Залізного хреста (20 грудня 1943)